# Dahlem, Berlin
Dahlem är en stadsdel i stadsdelsområdet Steglitz-Zehlendorf  i Berlin. Den ligger i sydvästra Berlin mellan Zehlendorf, Steglitz, Lichterfelde och Grunewald. Dahlem är känt för sina många vetenskapliga institut och museer. Här ligger bland annat Freie Universität Berlin. Området karaktäriseras av sina många villor och små parker. 
Den första skriftliga källan om Dahlem kommer från 1275. År 1841 såldes det tidigare privata området till Preussens stat. Fram till i början av 1900-talet utvecklades det moderna Dahlem från att ha varit ett kungligt preussiskt område till en välbärgad villaförort med vetenskapliga inrättningar med Oxford som en förebild. Detta planerades som en del i det expanderande Berlin och 1920 blev området tillsammans med Zehlendorf en del av Stor-Berlin.  
Under kalla kriget och Berlins delning tillhörde området den amerikanska sektorn (en del av Västberlin) och här fanns de allierades kommendantur på Kaiserswerther Straße. Här fanns även den amerikanska militärens högkvarter och Berlin Brigade på Clayallee. Delar av Dahlem hade tydlig amerikansk prägel, bland annat köpcentrumet Truman Plaza. 
På Pücklerstrasse i Dahlem ligger Tysklands förbundspresidents tjänstebostad, Villa Wurmbach.

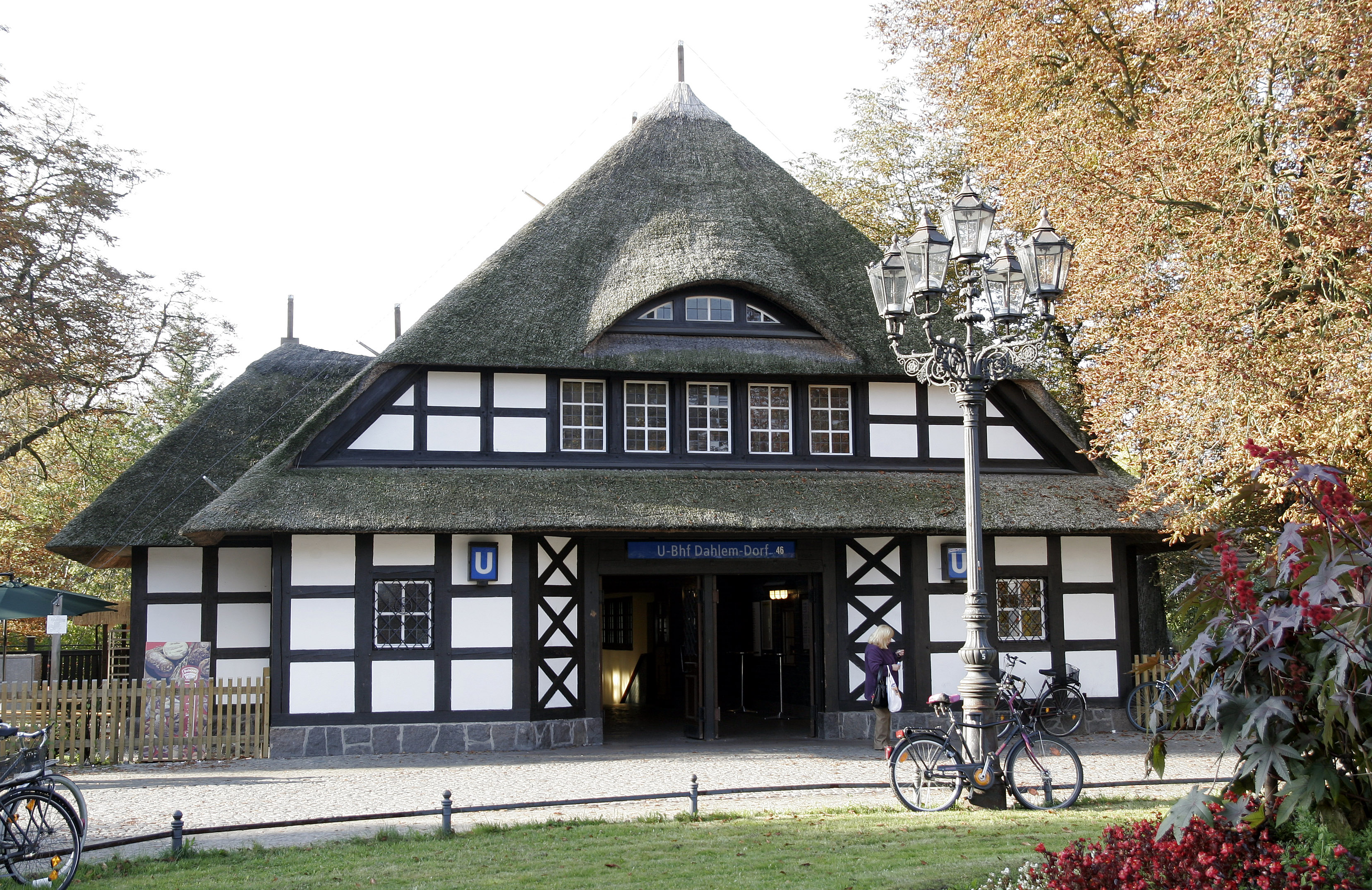
Tunnelbanestationen Dahlem-Dorf

## Sevärdheter
- Jagdschloss Grunewald
- Botanischer Garten Berlin-Dahlem i grannstadsdelen Lichterfelde.

### Museer
- Domäne Dahlem
- Brücke Museum Berlin
- AlliiertenMuseum